# Varen
Varen település Franciaországban, Tarn-et-Garonne megyében. Lakosainak száma 646 fő (2022. január 1.). Varen Najac, Milhars, Montrosier, Le Riols, Saint-Martin-Laguépie, Féneyrols, Laguépie és Verfeil községekkel határos.

## Népesség
A település népessége az elmúlt években az alábbi módon változott:
| Lakosok száma | 665  | 656  | 671  | 654  | 654  | 654  | 654  | 652  | 646  |
|               | 2013 | 2015 | 2016 | 2017 | 2018 | 2019 | 2020 | 2021 | 2022 |